# NGC 3576

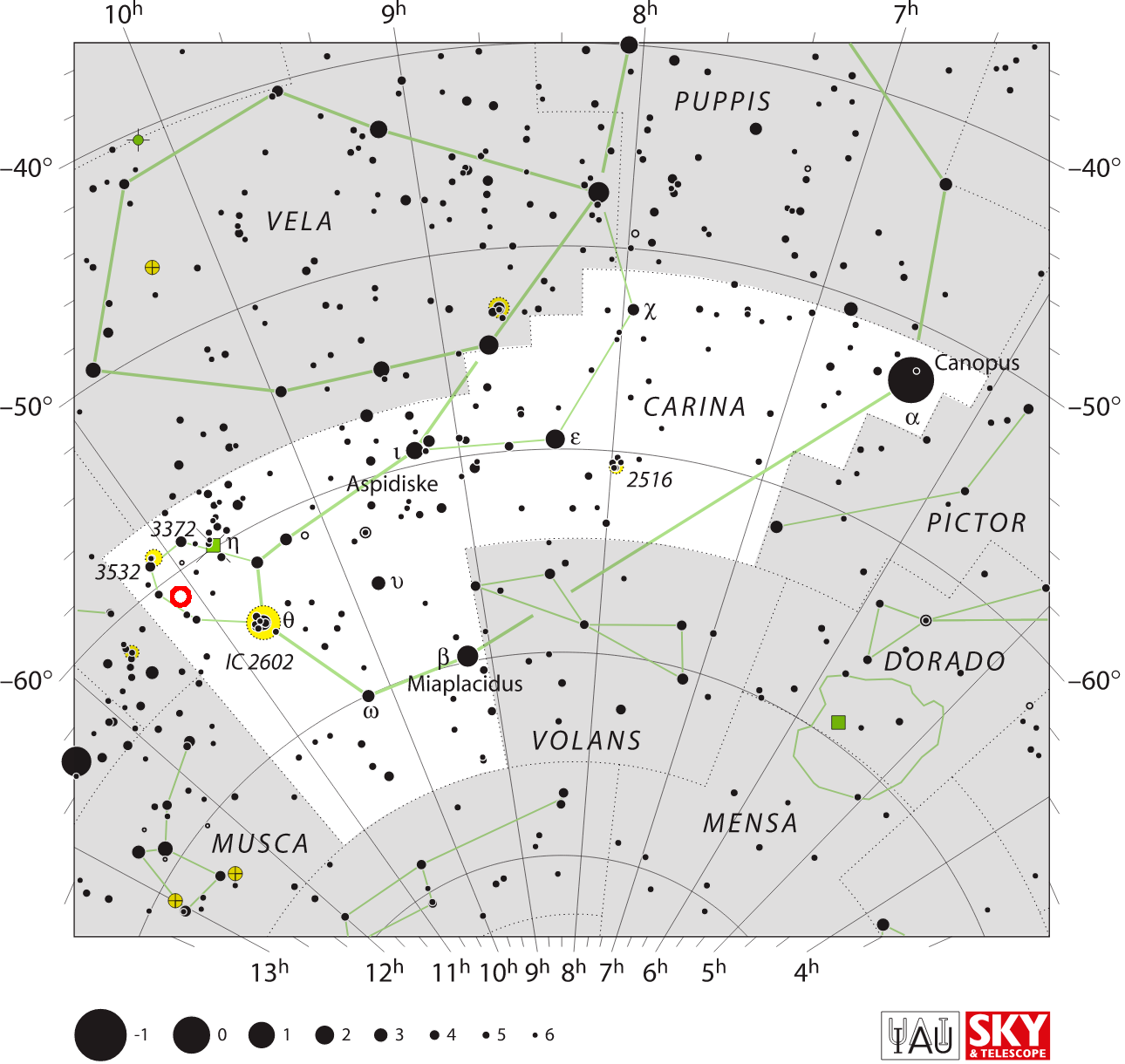
Platsen för NGC 3576 (inringad i rött)

NGC 3576 är en ljusstark emissionsnebulosa belägen i stjärnbilden Kölen några tusen ljusår från Eta Carinae-nebulosan och 6 000 ljusår från jorden. Den upptäcktes 16 mars 1834 av John Herschel. Ett populärt smeknamn är "Frihetsgudinnans nebulosa" på grund av den distinkta formen mitt i nebulosan.

## Egenskaper
Inom nebulosan tros episoder av stjärnbildning bidra till de komplexa och suggestiva formerna. Kraftiga vindar från nebulosans inbäddade, unga, massiva stjärnor formar de loopande filamenten.

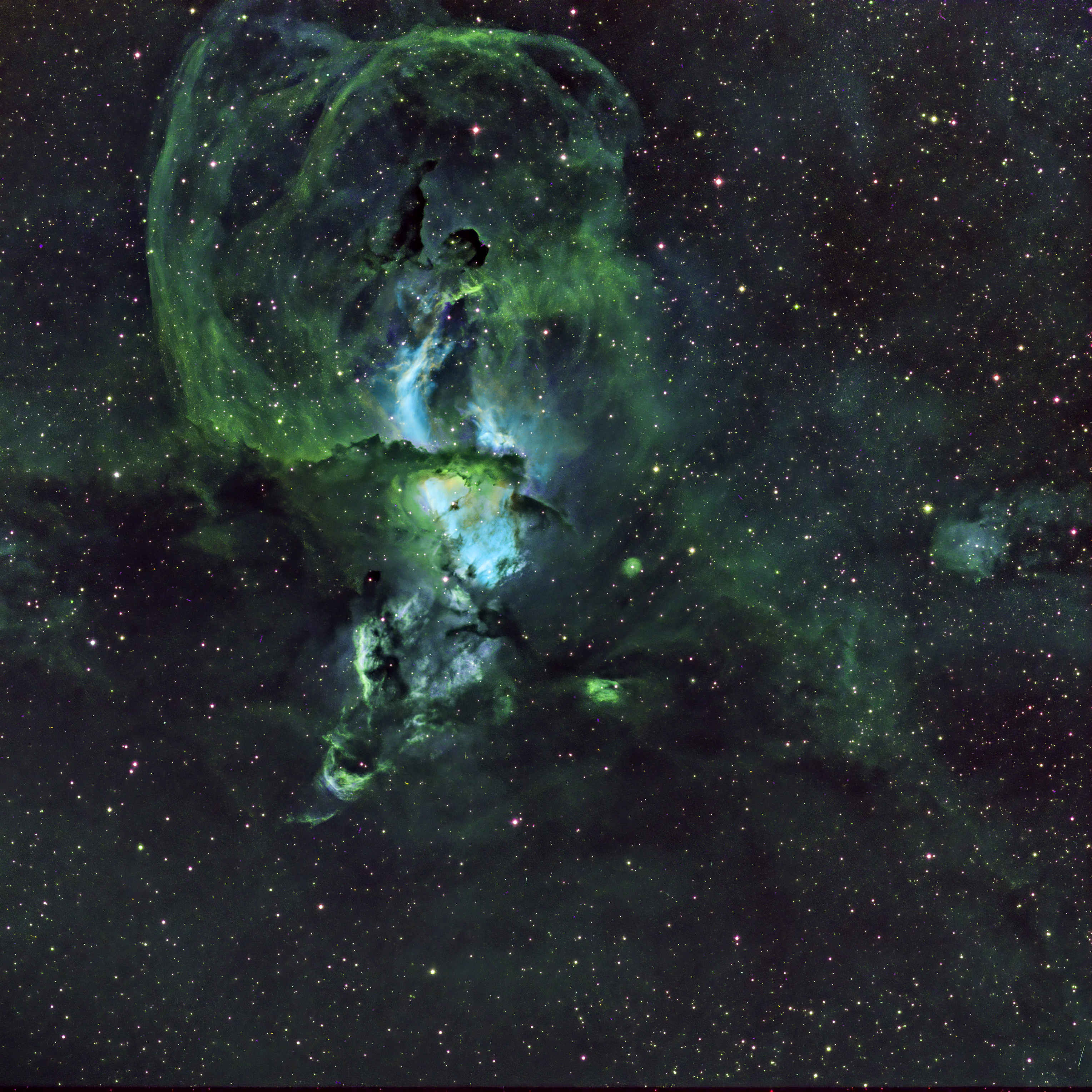
Hubblefoto av ”Frihetsguinnan” redigerat av amatörastronomen Mark Johnston